# کبوتر-کوکوها
کبوتر-کوکوها Turacoena سرده کوچکی از کبوترها از خانواده کبوتران است که در اندونزی یافت می‌شود.
این سرده در سال ۱۸۵۴ توسط طبیعت‌شناس فرانسوی چارلز لوسین بناپارت معرفی شد. گونه کبوترکوکوی رخ‌سفید (Turacoena manadensis) است. نام Turacoena ترکیبی از نام سرده Turacus که توسط طبیعت‌شناس فرانسوی ژرژ کوویر در سال ۱۸۰۰ معرفی شد و واژهٔ یونان باستان oinas به معنای «کبوتر» است.
این سرده تنها ۳ گونه را دربر می‌گیرد.
- کبوتر-کوکوی رخ‌سفید (Turacoena manadensis)
- کبوتر-کوکوی سولا (Turacoena sulaensis)
- کبوتر-کوکوی سیاه (Turacoena modesta)